# شیدزو کاتو
شیدزو کاتو (انگلیسی: Shidzue Katō؛ ۲ مارس ۱۸۹۷ – ۲۲ دسامبر ۲۰۰۱) سیاستمدار اهل ژاپن بود. وی یکی از افراد کلیدی در ایجاد حق رأی زنان در ژاپن بود.